# 小林敬生
小林 敬生（こばやし けいせい、本名読み：たかお、1944年1月26日 - ）は、日本の版画家。
極薄で半透明の雁皮紙（和紙）に、木口木版で作成した精密な複数の版木を組み合わせた、空間表現が特徴。「鏡貼り」の手法等を駆使することにより、書籍の挿絵や絵本の印刷に用いられていた「木口木版」の作品の大型化を実現した。

## 略歴
- 1944年1月26日：島根県松江市に生まれる。
- 1945年：広島県豊田郡（現：東広島市）豊栄町吉原に転居。
- 1954年：滋賀県大津市に転居。
- 1962年3月：滋賀県立瀬田工業高等学校を卒業。同年4月 日本新薬株式会社に入社。
- 1963年3月：日本新薬株式会社退社後、清田雄司に絵画指導を受ける。
- 1964年4月：インターナショナルデザイン研究所（京都3期） に入所。

上野伊三郎、上野リチ（Felice Rix-Ueno）、平田自一郎等に指導を受ける。同期に陶芸の大道正男等。
- 1968年3月：インターナショナルデザイン研究所専攻科を修了。
- 同年12月：上京。

版画集『日本之社会運動・明治』（私家本 板目木版）
- 1969年：洋画家 宮永岳彦に師事 油絵や板目木版に取り組む。
- 1975年：独学で「木口木版」による制作を開始。
- 1978年：第2回日本現代版画大賞展にて、「遺された部屋 No.6・A1」「遺された部屋 No.8」で優秀賞を受賞。
- 1979年：版画集『午前3時の無言歌』（10点セット、シロタ画廊）刊行。

木口木版作家グループ「鑿の会」（柄澤齊ら）に参加。
- 1981年：日本版画協会会員に推挙される。
- 1982年：第2回ソウル空間国際版画ビエンナーレにて、「夜明け I」「夜明け II」で大賞を受賞。
- 1984年：版画集『静止した刻』（8点セット、シロタ画廊）刊行。
- 1987年：「蘇生の刻 -S62・8-」（タテ90.0ｘヨコ120.0cm）発表。
- 1989年：第19回現代日本美術展にて、「蘇生の刻 -飛翔・A-」で、ブリヂストン美術館賞を受賞。

第3回和歌山版画ビエンナーレにて、「蘇生の刻 -S63・12-」（タテ90.0ｘヨコ156.0cm）で優秀賞を受賞。
- 1990年：第1回高知国際版画トリエンナーレにて、「蘇生の刻 -飛翔-」が佳作に選ばれる。
- 1991年：第2回大阪トリエンナーレにて、「蘇生の刻 -H3・3-」（タテ110.0ｘヨコ270.0cm）で特別賞を受賞。
- 1993年1月：個展『小林敬生展－木口木版1977～1992』（於：銀座和光ホール）開催。

「蘇生の刻－白い朝（群舞）」（タテ167.0ｘヨコ260.5cm）が銀座和光に展示される。
『小林敬生木口木版画 1977〜1992』（株式会社ギャラリーステーション、ISBN 978-4915478505）刊行。
第2回高知国際版画トリエンナーレにて、「蘇生の刻 -白い朝・92-12-」 で大賞を受賞。
- 1997年　多摩美術大学美術学部絵画学科版画専攻教授となる。

第8回大阪トリエンナーレにて、「蘇生の刻 -群舞97・3D-」で銀賞を受賞。
- 1998年：「蘇生の刻-S62.8-」を、文化庁が買上げ。
- 2003年：第1回北京国際版画ビエンナーレにて、「蘇生の刻 -群舞97・3B-」で銅賞を受賞。

メキシコ・グァナファト州立大学で特別講義・実技指導。
- 2005年：滋賀県立近代美術館において、「滋賀の現代作家展 - 小林敬生 木口木版1977-2004」開催。
- 2006年：秋の褒章で、紫綬褒章を受章[1]。
- 2007年：第13回山口源賞にて、「白い朝又は早暁 -塔05・03C-」（木口木版）で大賞を受賞。
- 2011年：中国美術学院で特別講義・実技指導（中国杭州市）。

10月『小林敬生－木口木版画全作品1976〜2011－』（阿部出版、ISBN 978-4872423280）刊行。
版画集『蘇生の刻 -楽園（エデン）-』（6点セット、シロタ画廊）刊行。
- 2013年10月25日-11月10日、「陽はまた昇る　小林敬生-版画1967～2012-展」（於：多摩美術大学美術館）開催。
- 2014年4月：多摩美術大学美術学部絵画学科版画専攻、名誉教授となる。
- 2016年：第8回レオナルド・シャーシャ記念版画大賞（イタリア）で大賞を受賞。
- 2018年：詩画集「宙（そら）へ」（シロタ画廊、詩篇：建畠哲、木口木版：小林敬生）刊行。
- 2019年：中央美術学院で特別講義・実技指導（中国北京市）。旭日小綬章受章[2][3]。

## 人物
- 1976年から制作を開始した、400点を超える「木口木版」の作品群は、
  - 「男たちの肖像」・「遺されたものたち」・「遺された部屋」シリーズ（1976年～）
  - 「漂泊」シリーズ（1981年～）
  - 「蘇生の刻」シリーズ（1985年～）
  - 「饒舌な風景」・「白い朝又は早暁」シリーズ（2000年～）
  - 「陽はまた昇る」シリーズ（2008年～）

と続き、一貫して、多様な生命と文明の調和への壮大なストーリーを描き出している。

## 主な収蔵
海外
- イギリス：大英博物館、ロイヤル・アカデミー・オブ・アーツ
- スロベニア：リュブリャナ国際版画センター
- アメリカ合衆国：ワシントン州立大学　プエプロ美術館
- メキシコ：グアナファト州立アロンティガ・デ・グラナディタス博物館　ディエゴ・リベラ美術館
- イスラエル：ティコティン日本美術館
- オーストラリア：ニューサウスウェールズ美術館
- ニュージーランド：ニュージーランド国立美術館
- 中国：浙江美術館　北京泰和經典文化交流有限公司、何香凝美術館
- 台湾：台北市立美術館
- タイ：シラパコーン大学
- 韓国：イルミン美術館、光州市美術館、禹濟吉美術館

国内
- 東京国立近代美術館、国立国際美術館、文化庁
- 滋賀県立近代美術館、広島県立美術館、島根県立美術館、高知県立美術館、神奈川県立近代美術館、北海道立旭川美術館、北海道立帯広美術館、埼玉県立近代美術館、栃木県立美術館、茨城県近代美術館、山梨県立美術館、富山県立近代美術館、石川県立美術館　愛知県美術館、大阪府立現代美術センター、和歌山県立近代美術館、徳島県立近代美術館、大分県立美術館、宮崎県立美術館
- 世田谷美術館、町田市立国際版画美術館、青梅市立美術館、横浜美術館、東広島市立美術館、須坂版画美術館　上山田文化会館、佐久市立近代美術館、新潟市美術館、黒部市美術館、岡崎市美術館、いの町紙の博物館　香美市立美術館、佐喜真美術館
- ブリヂストン美術館、多摩美術大学美術館